# Klášter Melrose

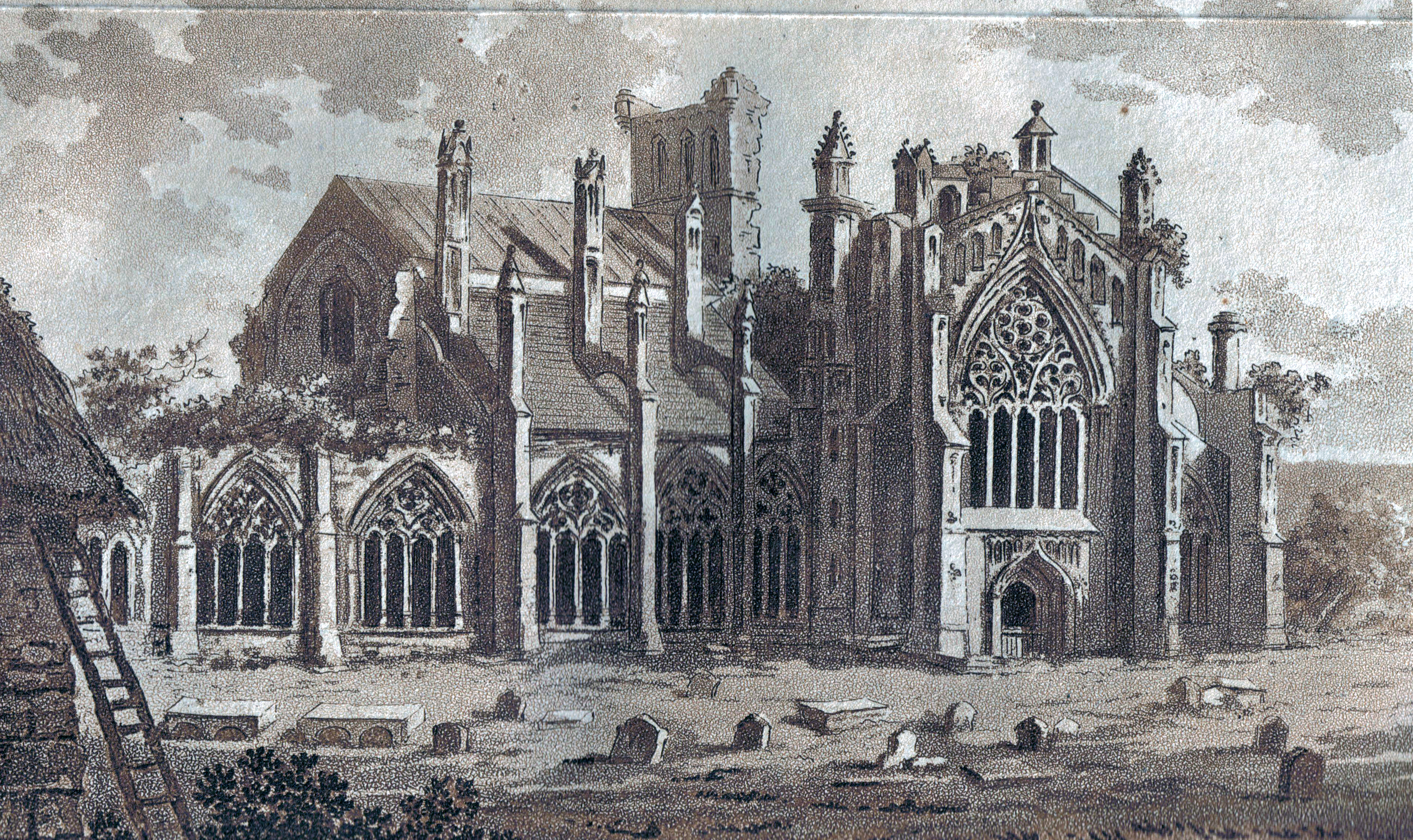
Opatství Melrose v roce 1800, kdy byla část opatství stále používána jako farní kostel

Opatství Panny Marie v Melrose je zřícenina kláštera cisterciáckého řádu v Melrose v hrabství Roxburgh v oblasti tzv. Skotského příhraničí. Byl založen v roce 1136 cisterciáckými mnichy na žádost skotského krále Davida I. a byl až do reformace hlavním střediskem tohoto řádu v zemi. V jeho čele stál opat Melrose. Dnes je opatství udržováno nevládní organizací Historic Environment Scotland jako zapsaná památka.
Východní konec opatství byl dokončen v roce 1146. Další budovy v komplexu byly přistavěny v následujících 50 letech. Opatství bylo postaveno v gotickém slohu na půdorysu kříže sv. Jana. Dnes je větší část opatství zříceninou. Stavba z roku 1590 je udržována jako muzeum přístupné veřejnosti.
V opatství je pochován Alexander II. a další skotští králové a šlechtici. V roce 1921 byla pod budovou kapituly nalezena olověná schránka s údajným balzamovaným srdcem Roberta Bruceho, schránka byla znovu nalezena při vykopávkách roku 1998. Zbytek jeho těla je pohřben v klášteře Dunfermline.
Opatství je známé mnoha kamenickými ozdobnými detaily, včetně soch světců, draků, chrličů (jeden je ve tvaru prasete hrajícího na dudy) a rostlin. Na jednom ze schodů opatství je nápis Johna Morowa, zednického mistra: Be halde to ye hende („Mějte na paměti konec“). To se stalo mottem města Melrose.

## Dějiny

### Starý klášter
Starší klášter byl založen sv. Aidanem z Lindisfarne, kterému byl později zasvěcený, krátce před jeho smrtí v roce 651 na místě asi 3 km východně od opatství Melrose. V ohybu řeky Tweed ho dodnes připomíná malý hřbitov. St. Cuthbert, který vyrůstal nedaleko, se učil v opatství Old Melrose. Od rok 662 byl převorem kláštera do doby, než se přestěhoval na Lindisfarne (Svatý ostrov). Klášter byl v roce 839 napaden Kennethem I.

### Cisterciácké opatství

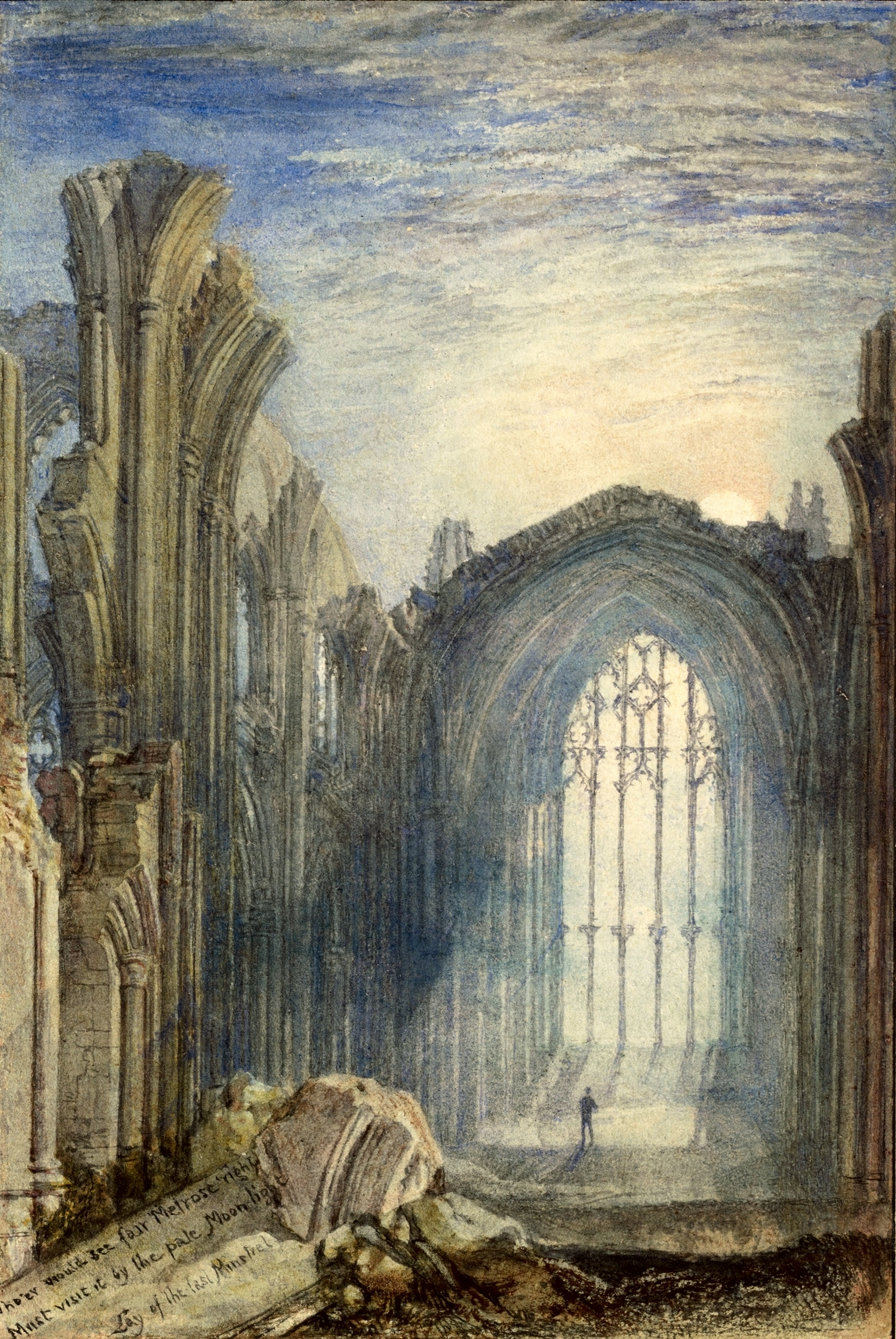
Melrose Abbey na obraze Williama Turnera

Melrose byl prvním cisterciáckým klášterem ve Skotsku. Král David I. chtěl, aby nové opatství bylo postaveno na místě starého kláštera, ale cisterciáci trvali na tom, že půda zde není vhodná pro zemědělství a vybrali současné místo. Klášter byl údajně postaven za deset let. Klášterní kostel byl zasvěcen Panně Marii (jako všechny cisterciácké kostely) dne 28. července 1146 a stal se mateřským kostelem celého řádu ve Skotsku. První komunita pocházela z Rielvauxu v hrabství Yorkshire kolonizovaného z Cîteaux.
Ve 12. století zavedli cisterciáci kolem Melrose nové zemědělské techniky a zdejší vlnu uváděli na trh ve velkých obchodních přístavech v severní Evropě. Kolem opatství pomalu vyrostlo město. Během hladomoru živil klášter po dobu tří měsíců čtyři tisíce hladovějících lidí.
V klášteře žilo 100 mnichů, vyjma opata a hodnostářů. Zakladatel kláštera David I. obdaroval klášter rozsáhlými pozemky a udělil mu právo rybolovu na řece Tweed. Pozdější králové majetek kláštera dále rozmnožovali. Svatostánek nebyl ale známý pouze svým bohatstvím, mnozí z jeho opatů patřilo mezi významné skotské osobnosti. Waltheof z Melrose, nevlastní syn krále Davida a po nějakou dobu probošt kláštera v Kirkhamu, byl opatem Melrose v letech 1148-1159. Za něj se stal klášter centrem duchovního učení, které jej postavilo na stejnou úroveň jako kláštery ve Fountains a Rievaulx, a učinilo z něj nejprestižnější opatství ve Skotsku. Hrobka svatého Waltheofa v budově kapituly se později měla stát poutním místem.
Jeden z nejstarších záznamů o osídlení v oblasti Runnymede se nachází v kronice opatství Melrose. Klášter stál na jedné z hlavních stezek, které vedly z Edinburghu na jih, a proto hrozilo velké nebezpečí přepadení. V roce 1322 bylo město napadeno armádou Eduarda II. a většina opatství byla zničena. Klášter byl přestavěn na příkaz krále Roberta Bruceho, přičemž hlavním auditorem financí projektu byl James Douglas. V roce 1385 byl klášter vypálen armádou Richarda II, který “částečně kvůli podpoře avignonského papeže Klement VII” donutil armádu Roberta II Skotského k ústupu do Edinburghu. Klášter byl obnovován po dobu asi 100 let — když jej v roce 1504 navštívil král Jakub IV., stavba byla stále nedokončená.  
V 1544, když anglická armáda plenila Skotsko ve snaze donutit Skoty ke svolení k sňatku nezletilé Marii Stuartovny se synem Jindřicha VIII., byl klášter znovu těžce poškozen a nikdy už nebyl úplně opraven. To vedlo k jeho úpadku jako fungujícího kláštera. Posledním opatem byl James Stuart/Stewart (levoboček Jakuba V.), který zemřel v roce 1559. V roce 1590 zemřel poslední zdejší mnich.
Opatství zažilo poslední útok během anglické občanské války, kdy byl bombardovány jednotkami Olivera Cromwella. Dodnes některé jeho stěny nesou známky dělové palby.
V roce 1618 byla část klášterního kostela přeměněna na farní kostel pro město. Původní žebrová klenba byla ve střední části zaměněna za obyčejnou bez žeber. Kostel se jako farní užíval až do roku 1810, kdy byl ve městě postaven nový kostel.
V roce 1812 byla z uličky v jižním části kněžiště exhumována kamenná rakev. Objevily se spekulace, že by mohlo jít o ostatky Michaela Scotta, filozofa a „kouzelníka“.
Na začátku devatenáctého století byl Sir Walter Scott jmenován zástupcem šerifa hrabství Roxburgh. V roce 1822 s finanční pomocí vévody z Buccleuchu dohlížel na rozsáhlé opravy, které měly za účel zakonzervovat zříceninu kláštera. V roce 1918 věnoval vévoda ruiny státu.  

### Robert Bruce

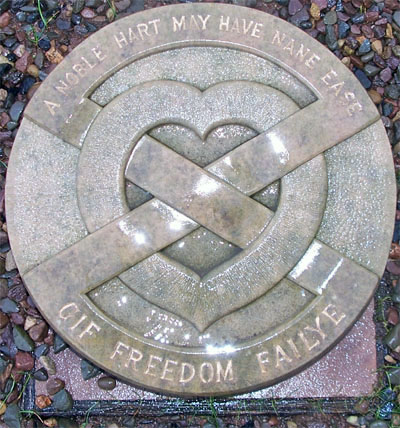
Moderní označení místa uložení srdce Roberta Bruce v opatství Melrose

Srdce krále Roberta Bruce bylo údajně pohřbeno v kostele po návratu zpět z křížové výpravy spolu s tělem lorda Douglase v letech 1330 nebo 1331. Místo hrobu bylo označeno malým kovovým štítkem.
V roce 1996 archeologické vykopávky na místě odkryly kónickou olověnou schránku a rytou měděnou destičku s nápisem: „Uzavřená olověná skříňka obsahující srdce byla nalezena pod podlahou kapitulního domu v březnu 1921. Pracovní úřad Jeho Veličenstva.“ Schránka byla zkoumána archeology, kteří konstatovali, že schránka obsahuje stále rozeznatelné lidské srdce v hustém černém louhu. Protože neexistují žádné záznamy o pohřbení srdce kohokoli jiného v Melrose, závěr zněl, že jde s největší pravděpodobností o srdce Roberta Bruce. Schránka byl znovu pohřbena v Melrose 22. června 1998 pod pamětním kamenem.
Neexistuje způsob, jak přesvědčivě dokázat, zda srdce patřilo králi Robertovi. Neexistuje žádný záznam o tom, že by na místě bylo pohřbeno jakékoli jiné srdce; kapitula by však zároveň byla neobvyklým místem pro pohřeb královských ostatků: většina hrobů králů a šlechticů se nalézala vedle oltáře.

## Popis kláštera
Opatství bylo postaveno v tradiční východozápadní ose. Západní část je téměř zcela stržena po základy. Východní část je méně porušená.
Opatství je jediné skotské opatství, které si zachovalo některé ze svých původních podlahových dlaždic.
Z budov v severní části klášterního komplexu zbyly také pouze základy.
Na jih a jihovýchod od opatství leží hřbitov sloužící místní komunitě. Většina náhrobků pochází z 19. století.

## Galerie

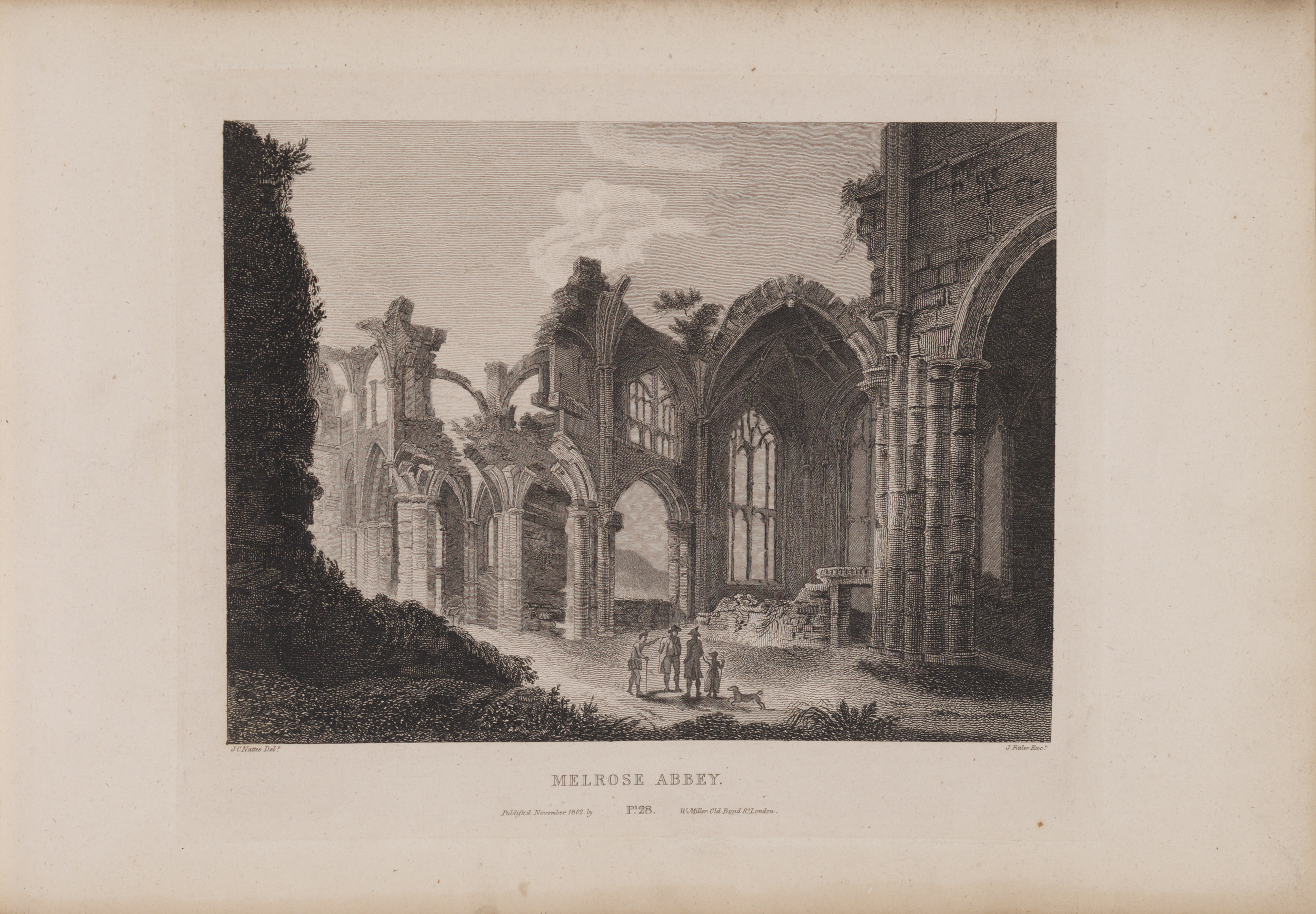
Gravírování opatství Jamesem Fittlerem ve Scotia Depicta, zveřejněno 1804
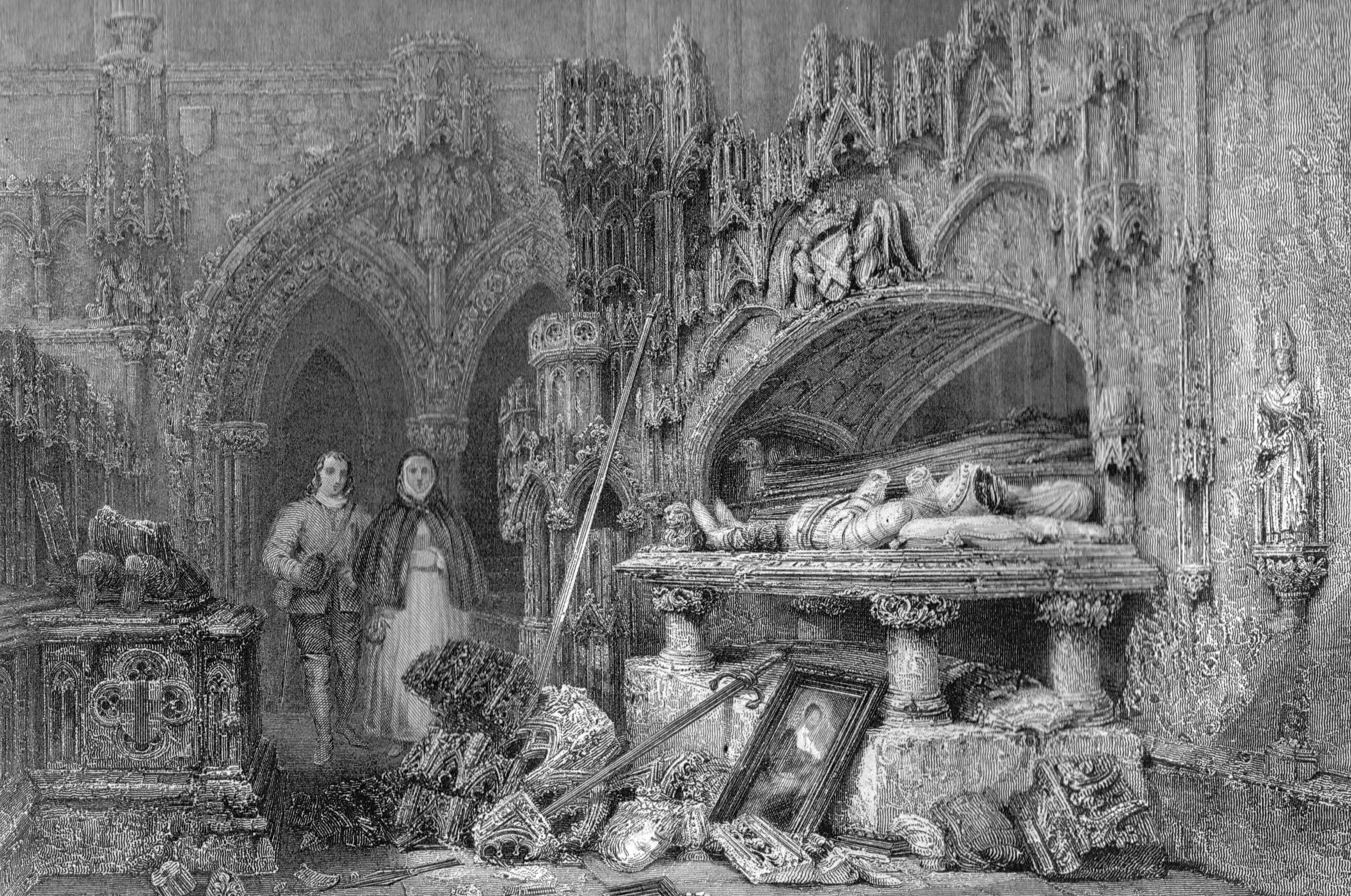
Vnitřní pohled na opatství, 1835
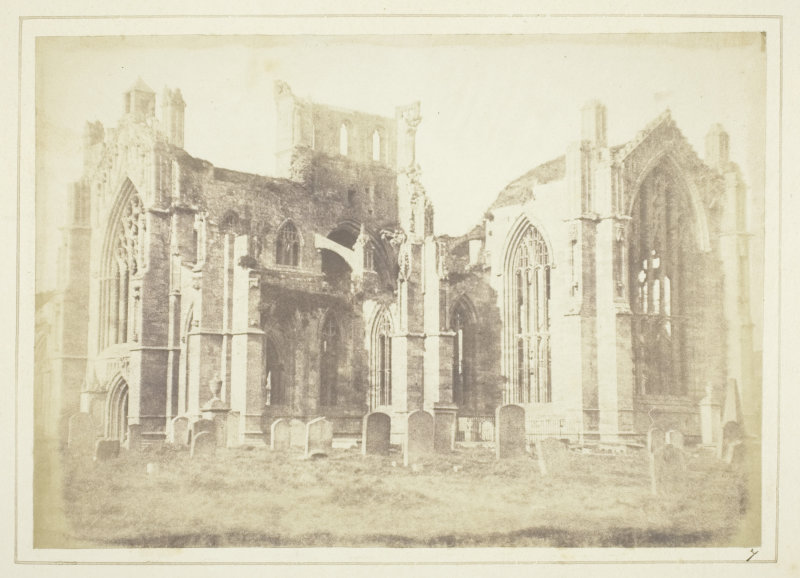
Fotografie opatství Melrose v roce 1844, Henry Fox Talbot
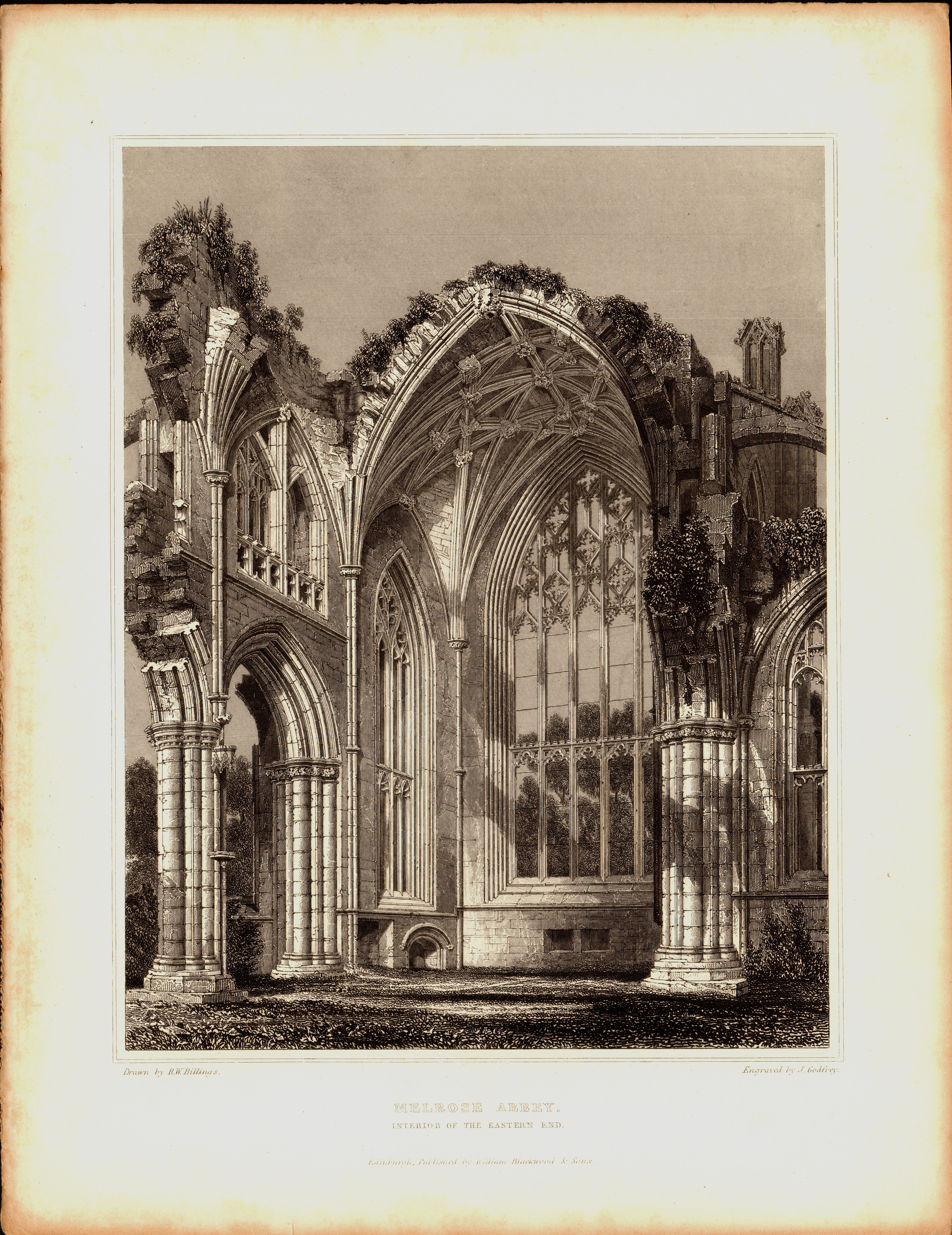
Gravírování východního konce opatství z „baronských a církevních starožitností Skotska“ (RW Billings, ca 1850)

## Odkaz
Sir Walter Scott popsal opatství Melrose v jedné ze svých básní, Píseň posledního skotského barda, zpěv druhý (1805).
Presbyterní sbor v Bloomfield Hills v Michiganu vybudoval podle přání a z fondu detroitského obchodníka, plukovníka Edwina S. George, poslední pseudogotickou katedrálu v USA a nechal ji postavit podle vzoru kláštera Melrose. Kostel, pojmenovaný Kirk in the Hills, byl dokončený v roce 1958 a nachází se na břehu jezera 30 km severně od Detroitu (předposledním pastorem do roku 2016 byl Skot Reverend Dr. Norman M. Pritchard, který se se službou rozloučil mší, na níž hráli mj. i dudáci).

## Cestovní ruch
Toto opatství je součástí dalších pěti opatství a historických památek Skotska na tzv. Stezce skotským příhraničím. V roce 2018 navštívilo klášter téměř 60 000 návštěvníků.